# Gamvik
Gamvik este o comună din provincia Finnmark, Norvegia.